# José Rodríguez Reza
José Rodríguez Reza (Ourense, 11 de març de 1922 - 11 d'abril de 2007) va ser un advocat i polític gallec, senador per Ourense en la legislatura constituent i en la primera 
Va cursar el batxillerat a Ourense i la carrera de dret en la Universitat de Santiago de Compostel·la. Pertany al Liceu Recreoo de Arte d'Orebse i a l'Orfeón Unión Orensano. Ha estat director de l'Hotel Sila (de la seva propietat), conseller delegat de Cervezas San Martín, S. A i de Coren-Uteco, d'Ourense. A les eleccions generals espanyoles de 1977 i 1979 fou senador d'UCD per la província d'Ourense. Ha estat vocal de les comissions d'agricultura, pesca i indústria del Senat d'Espanya.
També ha estat vicepresident primer del Consell d'Administració de Caixa Galicia i vicepresident de la Fundació Galícia Europa.